# Arteaga (municipi de Coahuila)
Arteaga és un dels 38 municipis en què es troba dividit l'estat mexicà de Coahuila de Zaragoza. És a l'extrem sud-est de l'estat i la seva capital és la població d'Arteaga.

## Geografia

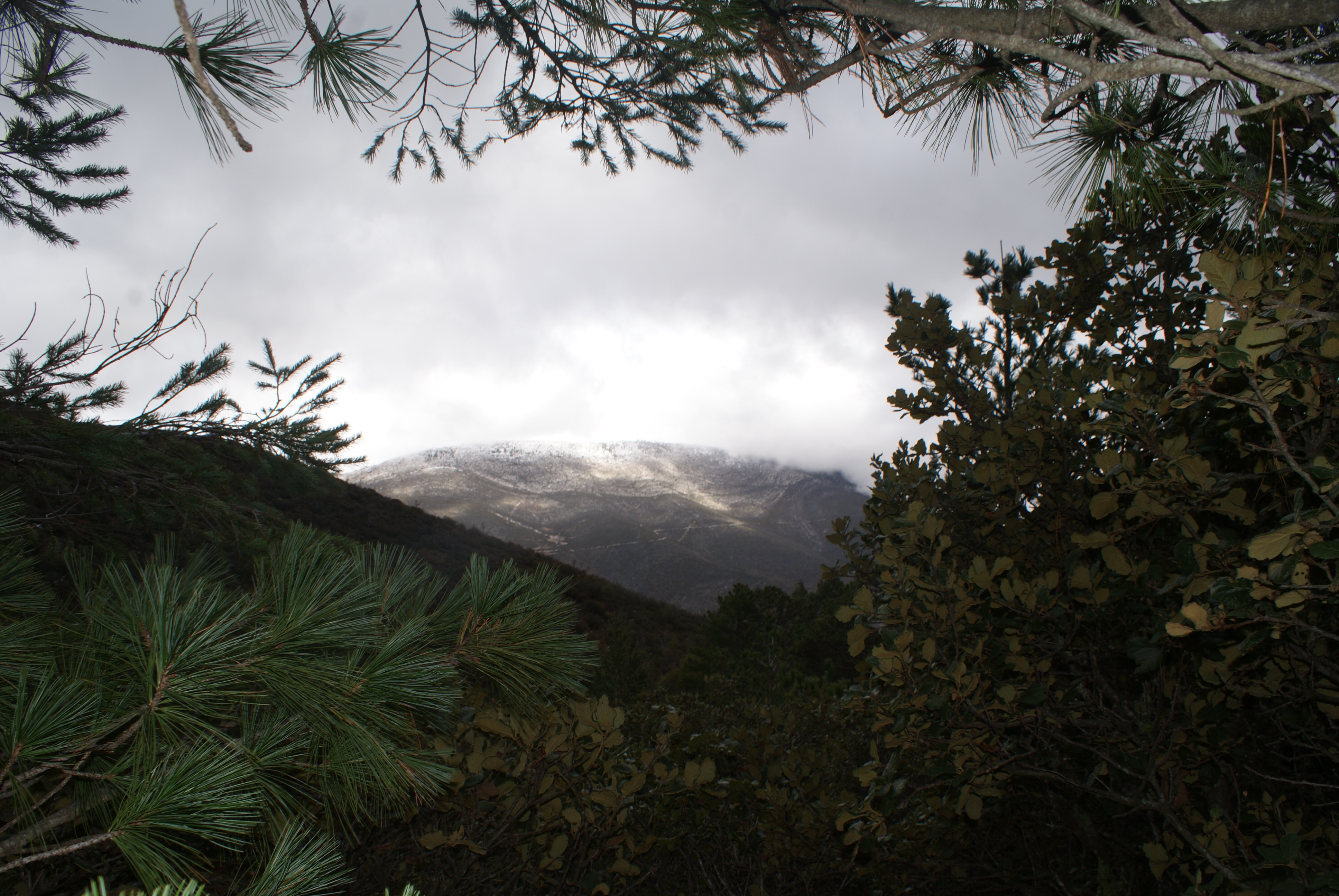
Muntanyes i boscos a Arteaga.

Limita al nord-oest amb el municipi de Ramos Arizpe i a l'oest i sud-oest amb el municipi de Saltillo. La resta dels seus límits corresponen a l'estat de Nuevo León: al nord-est amb el municipi de Santa Catarina, a l'est amb el municipi de Santiago, al sud-est amb el municipi de Rayones i al sud amb el municipi de Galeana.
D'acord amb els resultats del Cens de Població i Habitatge realitzat el 2020 per l'Institut Nacional d'Estadística i Geografia; la població total del municipi d'Arteaga és de 29.578 persones. La densitat de població és de 13.76 persones per quilòmetre quadrat.
El municipi inclou al seu territori un total de 657 localitats. Les principals, considerant la seva població del cens de 2020 són:
| Localitat                   | Població |
| Total municipal             | 29.578   |
| Arteaga                     | 15 534   |
| San Antonio de las Alazanas | 2 576    |
| Huachichil (El Huache)      | 1 314    |
| Els Lliris                  | 497      |
| El Tunal                    | 480      |

## Política

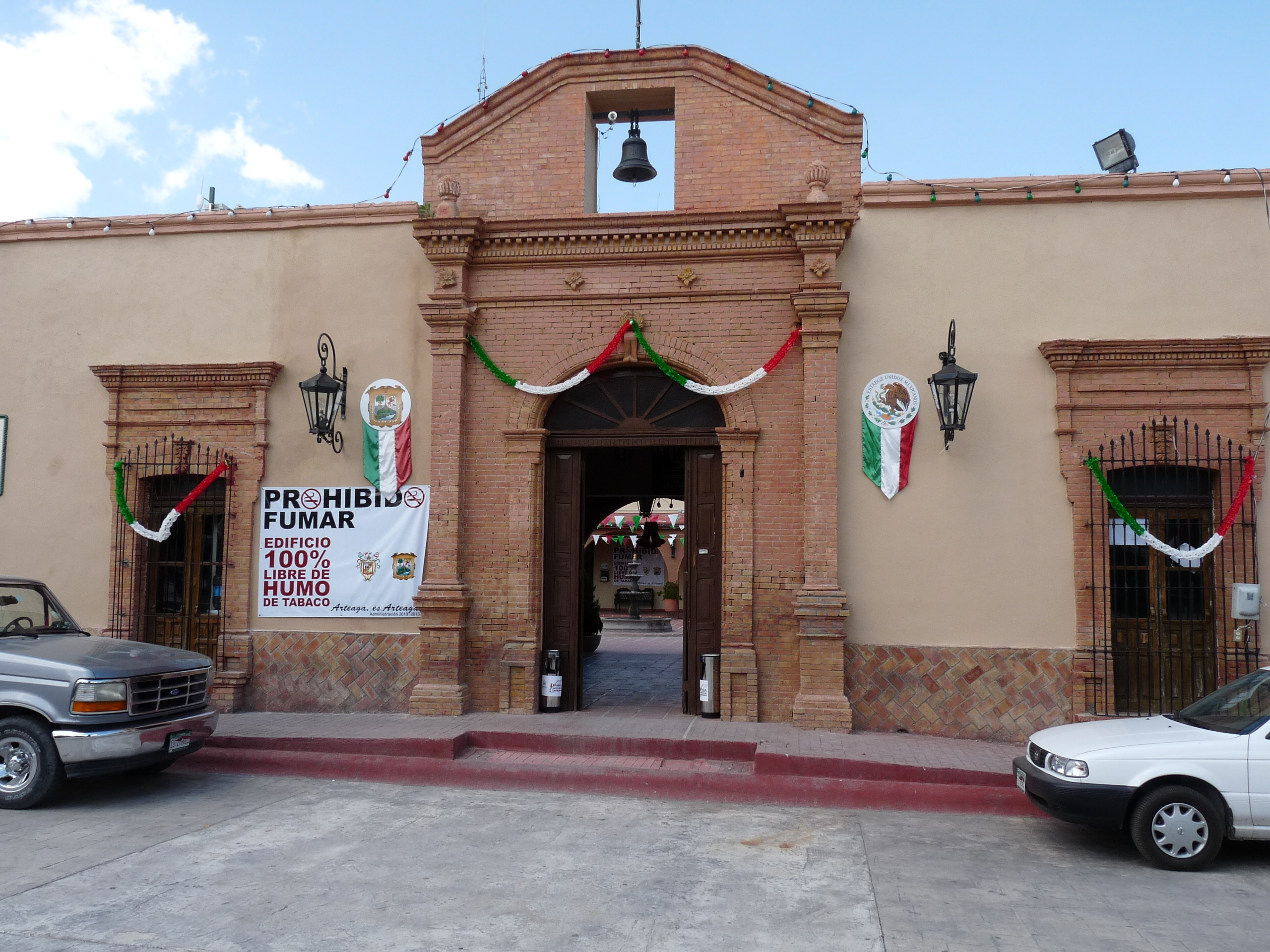
Palau de l'Ajuntament

Per a l'elecció de diputats locals al Congrés de Coahuila i de diputats federals a la Cambra de Diputats federal, el municipi d'Arteaga s'integra en el següents districtes electorals:
LocalDistricte electoral local de 12 de Coahuila amb capçalera a Ramos Arizpe.
FederalDistricte electoral federal 4 de Coahuila amb capçalera a Saltillo.